# Sojuz TM-3
Sojuz TM-3 – radziecki załogowy lot kosmiczny, stanowiący trzecią ekspedycję na stację kosmiczną Mir w ramach programu Interkosmos. Na pokładzie znajdował się pierwszy kosmonauta z Syrii, Muhammad Achmed Faris. Aleksandr Pawłowicz Aleksandrow zastąpił na pokładzie stacji Aleksandra Ławiejkina.

## Misja
22 lipca 1987 r. na pokładzie Sojuza TM-3 wystartowała na orbitę międzynarodowa załoga w składzie: Aleksandr Wiktorienko (dowódca), Aleksandr Pawłowicz Aleksandrow (inżynier pokładowy) i astronauta badacz, obywatel Arabskiej Republiki Syrii, Mahammed Faris. 24 lipca załoga Sojuza TM-3 dokowała do stacji kosmicznej Mir. Podczas sześciodniowej  pracy na pokładzie zrealizowano program badań naukowych, przygotowany przez specjalistów z Syrii i ZSRR. Po zakończeniu prac na pokładzie stację Mir opuścili kosmonauci w składzie: A. Wiktorienko, M. Faris i A. Ławiejki, którego zastąpił A. Aleksandrow. 30 lipca 1987 roku na pokładzie statku Sojuz TM-2 wylądowali na Ziemi.

## Program badań
- Badania teledetekcyjne terytorium Syrii - eksperyment Eufrat.
- Obserwacje górnych warstw atmosfery - eksperyment Bosra
- Prowadzono krystalizację w stanie nieważkości - eksperyment radziecko-syryjski Palmira
- Badania materiałów półprzewodnikowych - eksperyment Afamia i Kasiun
- Prowadzono badania nad mikroorganizmami i nowymi preparatami leczniczymi.

## Muhammed Faris
Nowy astronauta z Syrii urodził się w 1951 r. w Aleppo. Od 1973 r. służył w lotnictwie wojskowym. Szkolenie w Centrum Wyszkolenia Kosmonautów im. J. Gagarina rozpoczął w 1985 r. Był pułkownikiem służby czynnej. Drugim Syryjczykiem który pełnił funkcję rezerwowego był ppłk Munir Habib.

## Uwaga
Przedterminowy powrót A. Ławiejkina spowodowany był jego niedyspozycją związaną z układem krążenia.

## Galeria

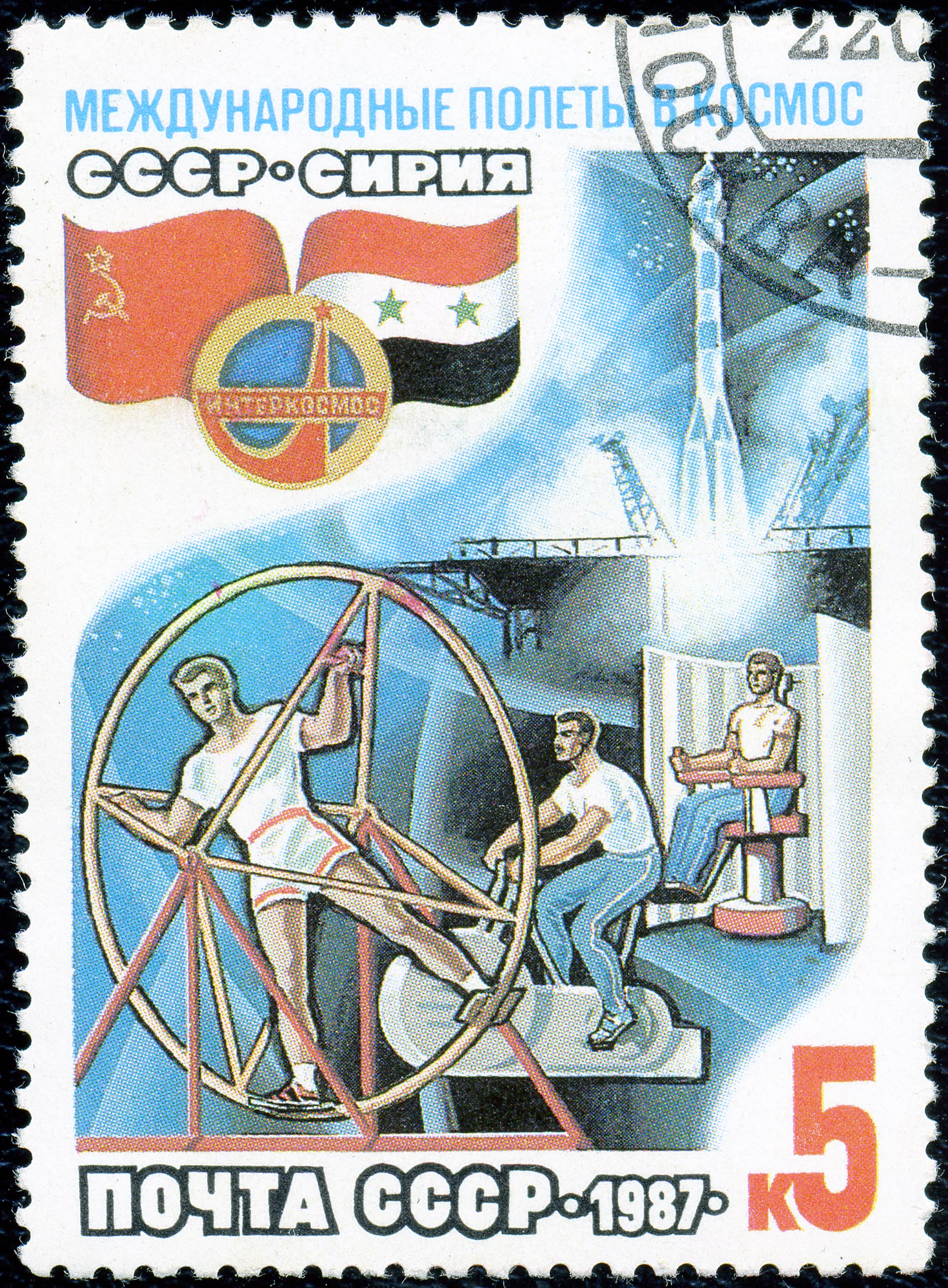
Znaczki pocztowe wydane z okazji lotu
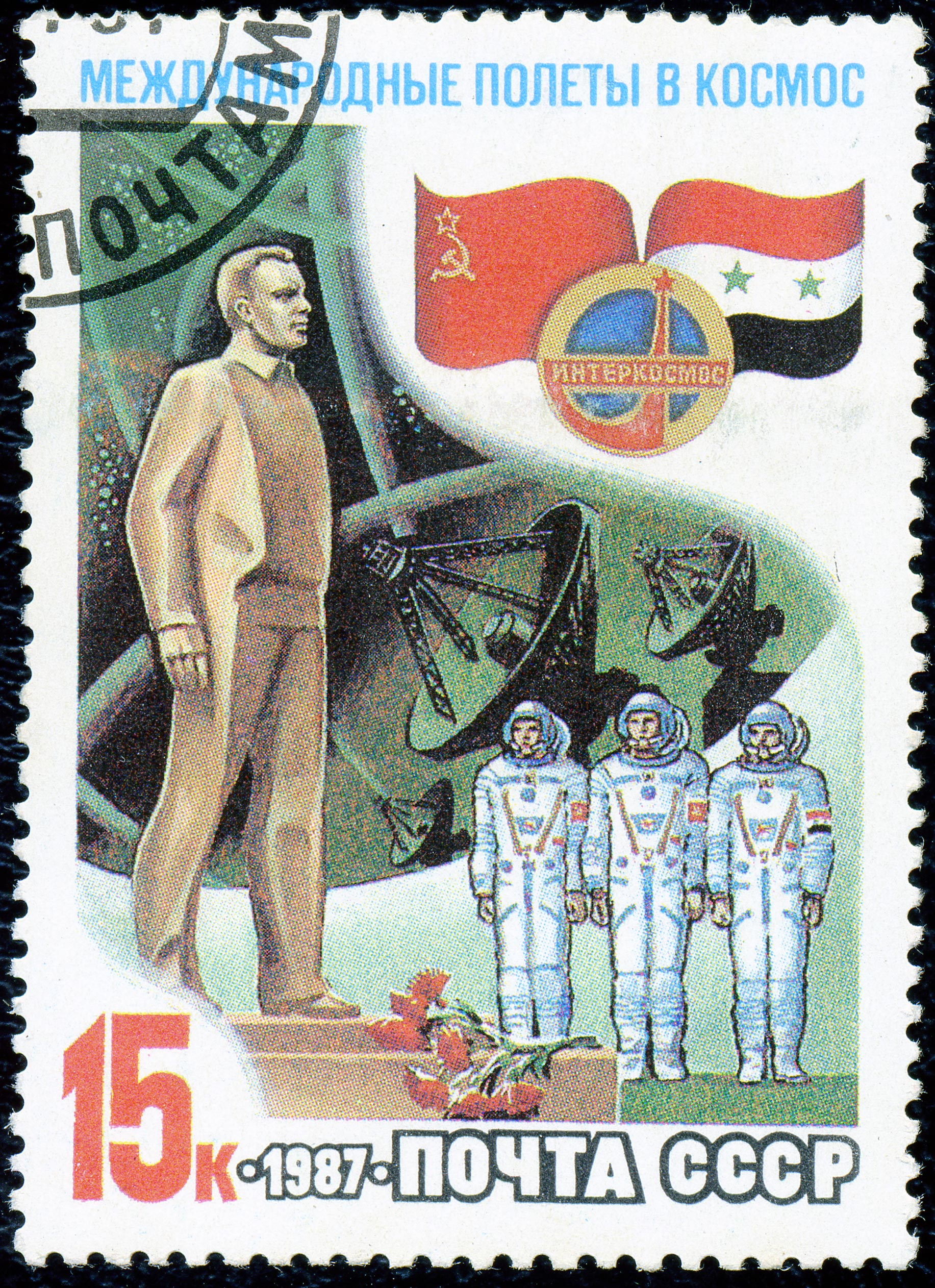
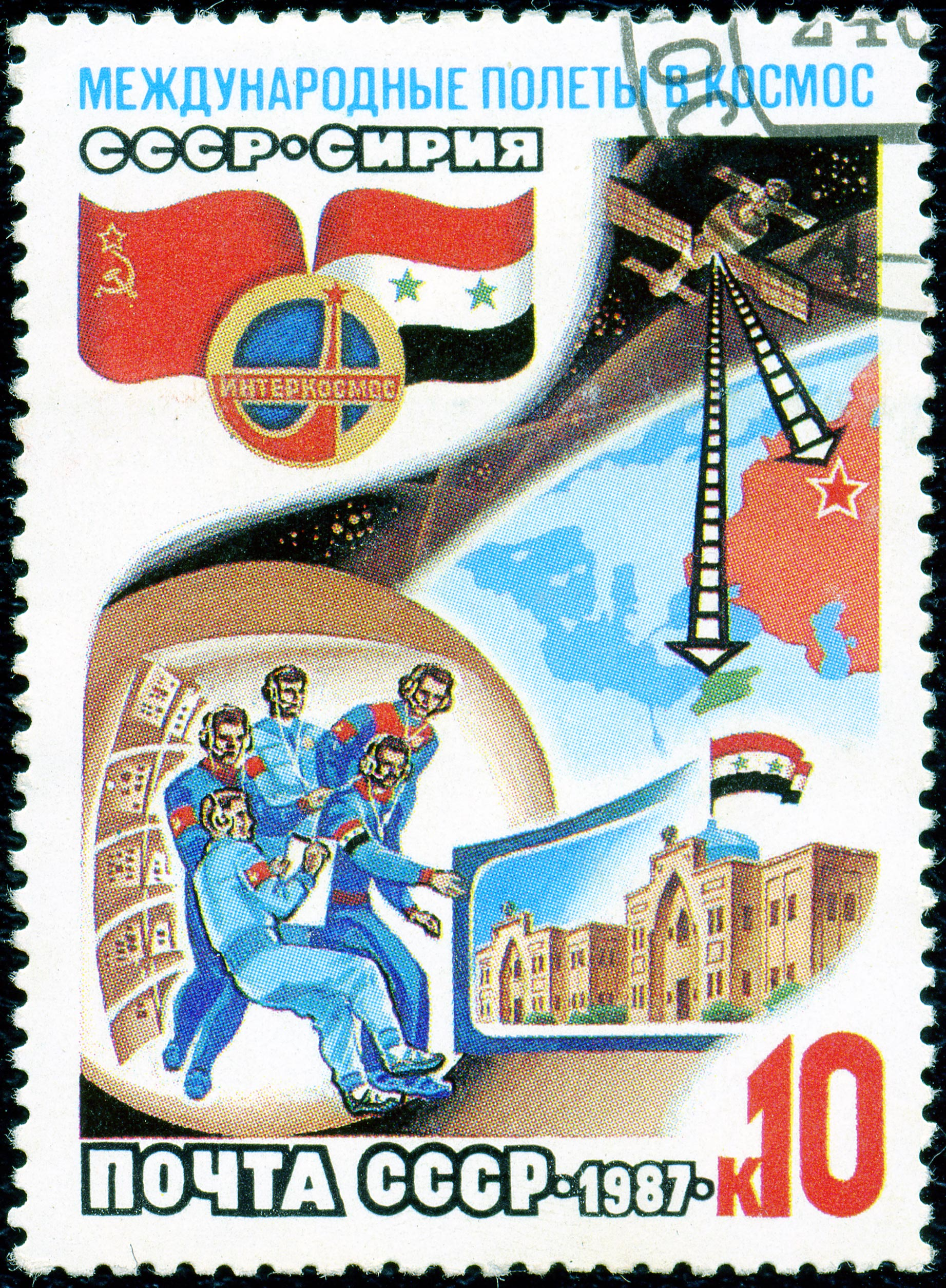